# GP Sven Nys 2001
De 2e editie van de cyclocross GP Sven Nys op de Balenberg in Baal werd gehouden op 1 januari 2001. Sven Nys won de wedstrijd voor de tweede keer op rij.

## Mannen elite

### Uitslag
| Plaats | Naam                | Ploeg                    | Tijd     |
| ------ | ------------------- | ------------------------ | -------- |
| 1      | Sven Nys            | Rabobank                 | onbekend |
| 2      | Mario De Clercq     | Domo-Farm Frites-Latexco | onbekend |
| 3      | Peter Van Santvliet | Spaar Select             | onbekend |